# Alexandru Mihăescu
Alexandru Mihăescu (* 20. März 1980  in Timișoara) ist ein rumänischer Schauspieler.

## Leben
Nach dem Schulabschluss am Nikolaus Lenau Lyzeum studierte Mihăescu bis 2003 Schauspiel an der deutschen Schauspielabteilung der Universität des Westens Timișoara sowie an der Hochschule für Musik und Theater Rostock. Seit 2004 war er als Schauspieler und Regisseur unter anderem am Deutschen Staatstheater Temeswar tätig. 2006 absolvierte er ein Regieaufbaustudium an der Nationaluniversität der Theater- und Filmkunst „Ion Luca Caragiale“ in Bukarest. Von 2006 bis 2007 war Mihăescu mit einem Stipendium der Robert Bosch Stiftung im Kulturmanagement in Deutschland tätig. 2007 war er Kurator des Tr@nsfusion Festivals des Deutschen Schauspielhauses in der Spielstätte Kampnagel in Hamburg, sowie des Bucharest Calling…-Projekts am Forum Freies Theater in Düsseldorf.
Mihăescu  spielte unter anderem den Erzähler in Tadeusz Różewiczs Das unterbrochene Spiel, den Paron Toni in Carlo Goldonis Krach in Chiozza, einen Jungen William Goldings Herr der Fliegen, den Hämon in Jean Anouilhs Antigone, den Lorenz in Mnouschkine/Manns Mephisto, den Niklas in Felix Mitterers Drachendurst, einen Tempelherrn in Gotthold Ephraim Lessings Nathan der Weise, den Jachimo in William Shakespeares Cymbeline,  den Kurt in Marius von Mayenburgs Feuergesicht, und den Don Manuel in Friedrich Schillers Die Braut von Messina.
Alexandru Mihăescu spielte auch in den Filmen:
- Boys Life, Kurzfilm, Regie: Karl Heinz Lotz, 2002
- Schachmatt, Dokumentation über die rumänische Revolution, Regie: Susanne Bormann, 2003
- La urgenta, Serie, 3. Folge, Regie: Andrei Zenchea, 2006
- Play Chess!, Kurzfilm, Regie: Al. Mihaescu & David Killian, 2007
- Oblique, Regie: Knut Asdam; Bridge Project Plattform von Richard Foremann & Sophie Havilland, 2008.
- Mănuși roșii - "Rote Handschuhe", Regie: Radu Gabrea, Rumänien 2009/10 (nach dem Roman von Eginald Schlattner)

Mihăescu führte Regie in den Stücken Die letzte Botschaft des Kosmonauten an die Frau, die er einst in der ehemaligen Sowjetunion liebte von David Greig (2006), Die Konkreten von Wladimir Georgijewitsch Sorokin (2008), und Pool (No Water) von Mark Ravenhill (2008). Mihăescu war weiter Regieassistent von Claudio Collova von der Compania Teatrale Dionisio di Palermo, 2006 (Hamlet. Family Album), sowie von Frank Raddatz Achill von Forum Freies Theater Düsseldorf, 2007 (Achill in Modern Wars). Er produzierte außerdem 2008 das Projekt Pulse im Fabrica Club Bukarest. Er hielt weiterhin Lesungen aus Werken von Antoine de Saint-Exupéry und Rainer Maria Rilke.

## Ehrungen
Alexandru Mihăescu wurde 2002 auf dem Essener Theaterfestival mit dem Ensemblepreis für seine Darstellung im Tanztheaterprojekt Nichtsgenauesweissmannicht ausgezeichnet. 2005 erhielt er den Übersetzerpreis des Goethe-Instituts für Fritz Katers Zeit zu lieben, Zeit zu sterben. 2005 wurde er vom Rumänischen Theaterverband (UNITER) für die Rolle Jachimo in Shakespeares Cymbelin zum Debütpreis nominiert.